# Montse Pineda Lorenzo
Montserrat Pineda Lorenzo (Barcelona, 1970) és una activista feminista catalana i referent en l'equitat de gènere en diversos àmbits.
Diplomada en Treball Social per l'Escola Universitària de Treball Social. Diploma de salut pública i gènere de l'Escola Nacional de Salut Pública (Ministeri de Sanitat i Polítiques Socials), 2008. Les seves àrees de treball són la salut i la perspectiva de gènere, i les violències sexuals, especialment els drets sexuals de les dones i de les persones que pertanyen als col·lectius LGTBI+.
Exerceix com a professora de Postgrau de violències masclistes a la Universitat Autònoma de Barcelona. Va participar com a experta en el Comitè Tècnic per a l'Estratègia de Salut Sexual del Ministeri de Sanitat i Polítiques Socials per a l'elaboració de l'Estratègia Nacional de Salut Sexual i Reproductiva.
Es declara feminista com a opció política. Actualment és vicepresidenta segona del Consell Nacional de Dones de Catalunya (CNDC). Va tenir un paper rellevant en el Parlament de les Dones. I va intervenir en el Ple monogràfic sobre la Igualtat Efectiva de les Dones.
Exerceix de Coordinadora d'Incidència Política a Creación Positiva, entitat que funda l'any 2001 i que és reconeguda com d'Utilitat Pública.
Treballa en processos locals i globals de defensa dels Drets Humans de les Dones. Ha escrit diverses publicacions al voltant dels drets sexuals, la salut des d'un perspectiva feminista, l'Agenda 2030 des d'una perspectiva feminista, i sobre l'abordatge de les violències sexuals i els drets LGTBI+.
Va ser presidenta del Comitè Primer de Desembre (Plataforma Unitària d'ONG Sida de Catalunya) i durant el seu mandat es va impulsar, al Parlament de Catalunya, L'Acord Nacional per a fer front a l'epidèmia del VIH a Catalunya i contra l'estigma relacionat.
Va impulsar la plataforma CEDAW ombra Espanya (2009 - 2019) i la plataforma CEDAW Catalunya (2009 - actualitat). Va ser una de les fundadores de la COMPI (Coordinadora de Organizaciones de Mujeres para la Participación y la Igualdad COMPI), i en va ser vicepresidenta.
Participa, des del seu inici, a la Xarxa de Dones per la Salut i a la Plataforma pel dret a decidir per un avortament lliure i gratuït. A la vegada, impulsa i col·labora en la Plataforma per una Atenció Sanitària Universal a Catalunya.
Treballa per la defensa dels drets de les dones en el marc internacional; des del 2008, ha participat en nombroses ocasions a la Comissió de la Condició Jurídica i Social de la Dona (CSW), Comissió de Població i Desenvolupament (CPD) i el Fòrum d'Alt Nivell sobre el Desenvolupament Sostenible (HLPF) de Nacions Unides.
Va iniciar el seu camí professional a l'Associació de Dones de Sant Boi amb un programa d'atenció a dones migrades de la Federación de Mujeres Progresistas (1995-1996). Posteriorment va treballar, durant més de 10 anys, a Actua Dona, programa d'atenció a dones amb VIH, i com educadora i treballadora social a SPOTT (Centre de drogodependències de la Diputació de Barcelona).
Ha editat diferents articles en llibres, guies i revistes especialitzades.